# Захарово (Залісовський округ)
Заха́рово (рос. Захарово) — село у складі Залісовського округу Алтайського краю, Росія.

## Населення
Населення — 56 осіб (2010; 106 у 2002).
Національний склад (станом на 2002 рік):
- росіяни — 89 %